# Hästbo, Gävle kommun
Hästbo är by i Valbo distrikt (Valbo socken) i Gävle kommun, Gävleborgs län (Gästrikland). Byn ligger där Länsväg 509 (Skogsmursvägen/Ölbovägen) möter Länsväg 531 (Laggarbovägen), cirka 14 kilometer söder om Gävle. 
Byn har av SCB tidigare klassats som en småort. Vid småortsavgränsningen 2015 uppfyllde byn dock inte villkoren och räknas därför inte längre som en småort.